# Strömmingsmarknad

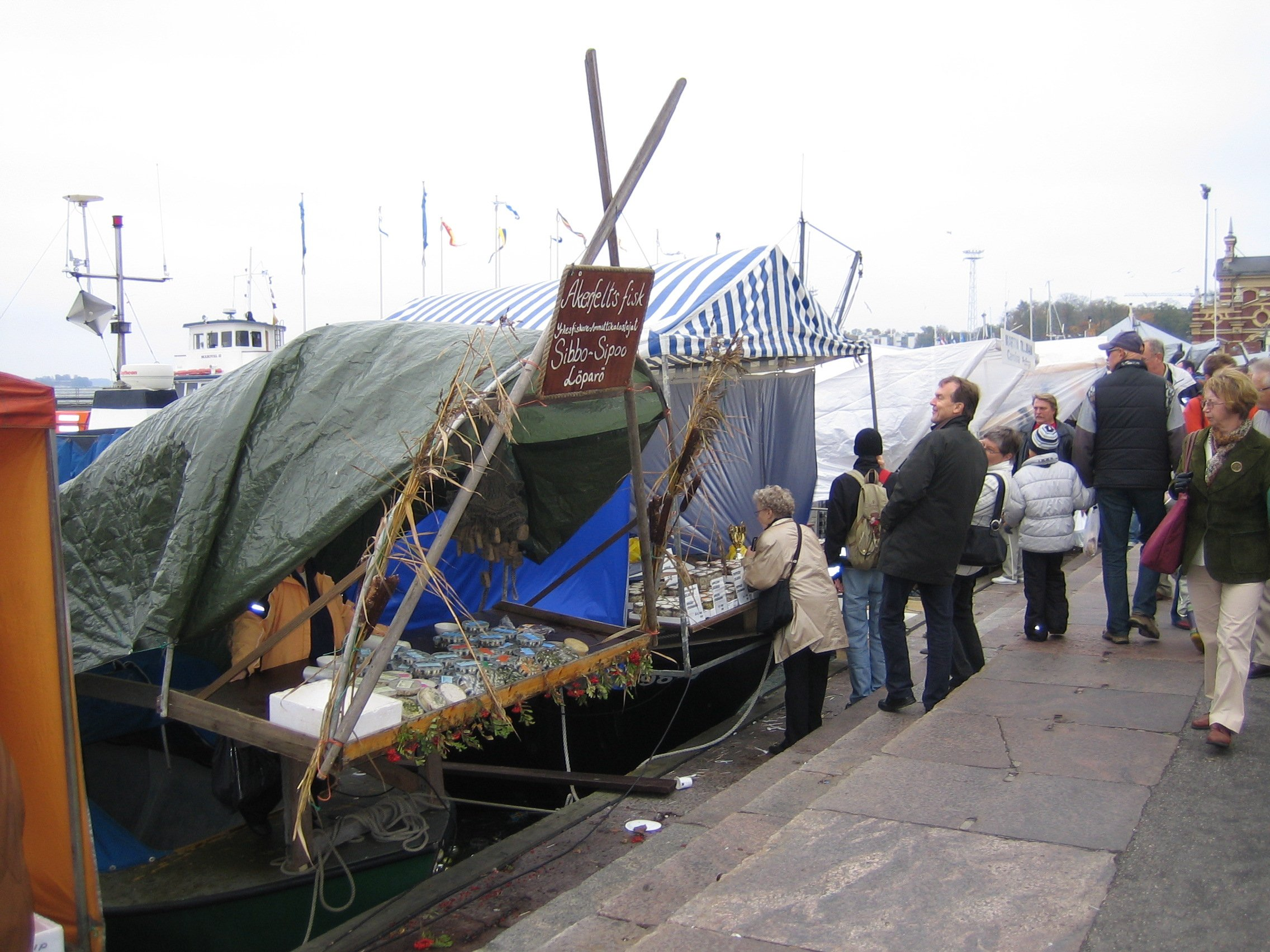
Försäljningsstånd på Helsingfors strömmingsmarknad som har anor från 1743.

Strömmingsmarknader bildar ett viktigt stråk bland Finlands marknader. 
Strömmingsmarknaden har alltid hållits främst på hösten på grund av att sensommar- och höstströmmingen är den bästa. Denna saltades ned i skärgården och fördes till olika närbelägna och längre bort belägna städer, där den såldes direkt från fiskarbåtarna under de få dagar eller den vecka som marknaden varade. På marknaderna kunde fiskarna sälja det mesta av sin årliga fångst nedsaltad och under en koncentrerad period. Uppköparna, stadsborna och landsbor från det inre av landet köpte i sin tur ofta in sitt årliga behov av saltströmming just på marknaderna. Även utsocknes och ryska uppköpare kom till marknaderna för att sedan bedriva återförsäljning på sina hemorter och andra orter i det inre av landet och i Ryssland. Marknaderna var därför en viktig tilldragelse under året, som knöt olika kategorier av befolkningen samman för en ofta återkommande kontakt. Fiskarna anlände till hamnarna med segelskutor, storbåtar och skötbåtar och från början av 1900-talet även med motorsumpar och motorbåtar. I synnerhet skutorna var en efterlängtad syn, och när de uteblev som till exempel i Helsingfors under första världskriget blev besvikelsen stor. Den avhjälptes först när tågtransporter av strömming nådde hamnen.
Strömmingsmarknaden har långa anor, i Helsingfors kan de spåras till 1743, då staden fick rättigheter att anordna Mikaelimarknader. Strömmingsmarknaden var därtill att börja med en del av Mikaelimarknaden (se även kekri), som förutom till Salutorget varit förlagd till Senatstorget och under slutet av 1800-talet och intill 1923 till Järnvägstorget (till exempel 300 försäljare 1913). I Helsingfors såldes under 1800-talet årligen mellan 15 000 och 20 000 tunnor saltad strömming. Under 1900-talet räknades strömmingen i hektoliter: 1914 såldes mellan 8 000 och 10 000 hl strömming och 8 000 kg vassbuk, men senare ibland bara hälften av dessa mängder. Båtarnas antal 1924–1931 var i medeltal femtio, och 1932–1935 kring 95. Under 1970- och 1980-talen då marknaderna var inne i en djup kris, sjönk båtarnas antal i Helsingfors till under tjugo. Tidpunkten för strömmingsmarknaden har hållit sig kring tiden efter Mikaelsdagen, det vill sägs första veckan i oktober.
I Åbo, där fiskmarknaden hölls något tidigare, i mitten av september, förlades strömmingmarknaden till Aura å. Det finns uppgifter om att mera än 700 båtar av olika storlek anlöpte staden 1850, och att av 600 båtar år 1877 hade 200 medfört salt strömming om sammanlagt 1 500 tunnor. Strömmingsmarknaden har också anordnats på andra orter, bland annat i Borgå, i Ekenäs i samband med oktobermarknaden och i vissa av de österbottniska städerna. I Tammerfors såldes salt fisk på torget under 1860-talet.

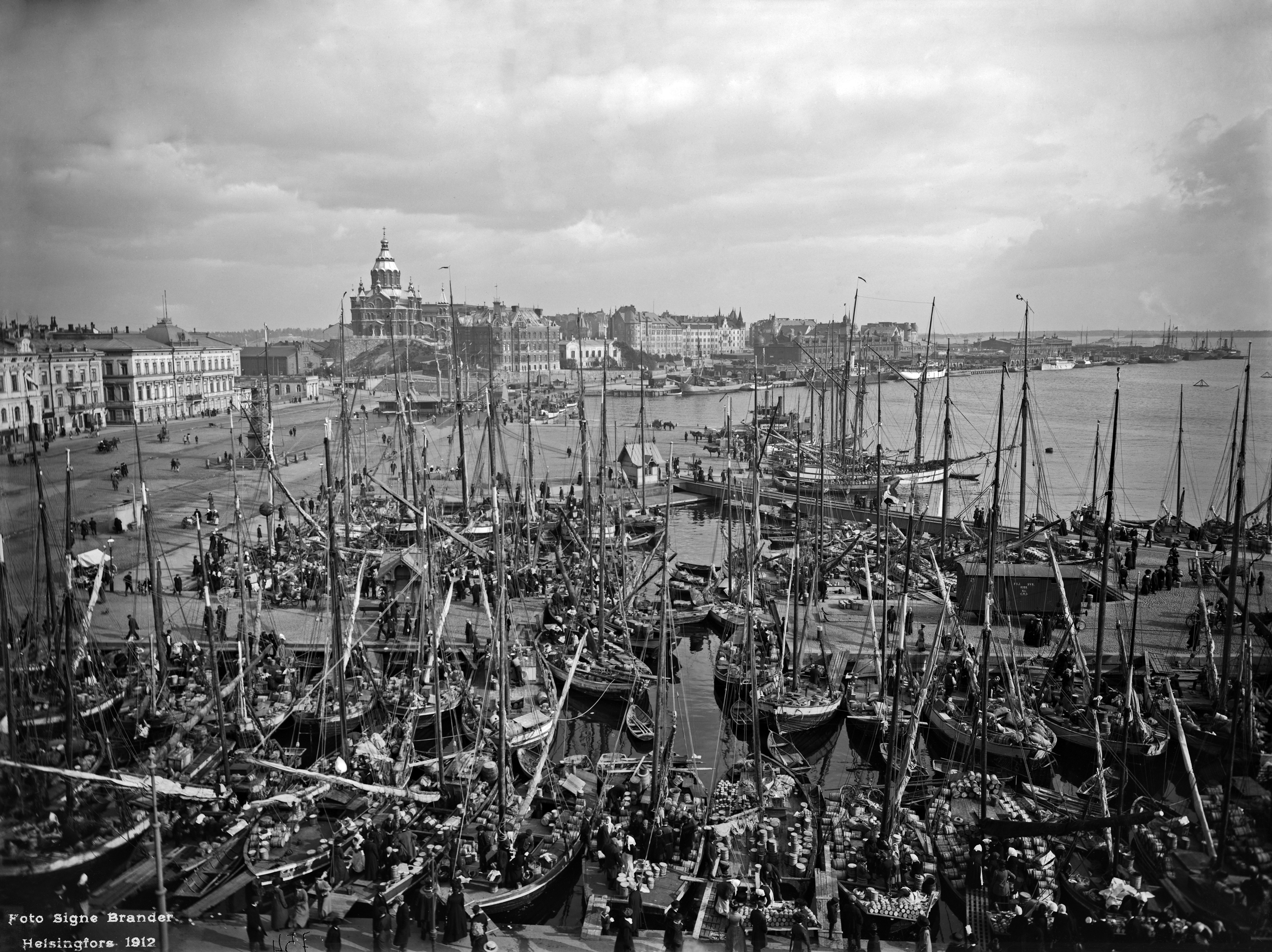
Strömmingsmarknad i Södra Hamnen i Helsingfors 1912.

Eftersom Helsingfors strömmingsmarknad var förlagd till en senare tidpunkt än i Åbo, sökte sig fiskare från Åboland, Åland och även Estland till Helsingforsmarknaden, utöver de fiskare som kom från resten av Nyland. Förutom strömming sålde skärgårdsborna på marknaderna även inlagd vassbuk eller kryddfisk, saltat fårkött, skärgårdslimpa, smör, ost, ägg, nötter, stickade yllevaror och garnhärvor. Den viktigaste produkten, den saltade strömmingen, såldes under 1800-talet i tunnor, men sedermera enligt fiskeriinstruktörernas rekommendationer i mindre kärl, laggade träkaggar av olika storlek (från halva tunnor, fjärdingar och åttingar till 16-delskärl i fiskarnas egen tillverkning). Vassbuken såldes i allmänhet i små kaggar. Den salta strömmingens popularitet har varierat under olika perioder, den var redan i avtagande före första världskriget, men under kriget blev den igen stapelföda, liksom under 1930-talets depression. Andra världskriget innebar i sin tur att marknaden helt blev rubbad på grund av sjöfartsförbud i Finska viken. Ett uppsving för strömmingskommersen lät i Helsingfors vänta på sig till 1955, då båtarnas antal igen var kring hundra, det vill säga detsamma som före kriget. På 1960-talet började strömmingen, också den salta, trängas ut av fryst fisk, men strömmingsmarknaden fortsatte med omkring femtio båtar ända till decenniets slut då en kris inträffade, som man i Helsingfors kunde övervinna endast med draghjälp av Föreningen Pro Esplanaden i slutet av 1970-talet.
Efter några decennier av hotad marknadskommers fick strömmingsmarknaden ny vind i seglen, men nu med mera symboliska betydelser och som fester och avbrott i den urbana tillvaron. Fiskprodukterna, nu i plastkärl, och fiskarbåtarna var fortfarande huvudattraktioner, och fiskarnas årsinkomst var fortfarande i hög grad avhängig av marknaderna. Men på marknaderna såldes vid millennieskiftet också utstuderade hantverksprodukter, anordnades sedvanliga smaktävlingar och framfördes populär musik. Även bilburna försäljare har blivit allt vanligare, och de utbjudna produkterna har kommit att variera från fisk och fårskinn till karameller. Det marknadsmässiga som under 1930-talet framhävdes med ballonger och marknadsbollar har ersatts av matserveringar och ett sprudlande utbud av olika slags fiskinläggningar. Också i Åbo har marknadstraditionen fortsatt. 